# Сваляне на „Локхийд U-2“
Свалянето на „Локхийд U-2“ (на руски: Уничтожение U-2) се случва на 1 май 1960 г. близо до Свердловск по време на управлението на първия секретар на ЦК на КПСС и председател на Съвета на министрите на СССР Никита Хрушчов и президента на САЩ Дуайт Айзенхауер. По време на инцидента разузнавателен американски самолет „Локхийд U-2“ е свален в съветското въздушно пространство. Американският шпионски самолет е свален със система за ПВО С-75 Двина.
След инцидента САЩ първоначално се опитват да отрекат съществуването, мисията и предназначението на самолета, но след като съветското правителство представя пред световната общественост останките от сваления самолет и заловения пилот Франсис Гари Пауърс, САЩ са принудени да признаят съществуването на програма за полети на шпионски самолет над СССР, която започва още на националния празник на САЩ 4 юли 1956 г. и продължава по време на провежданата политика на размразяване при Хрушчов на „студената война“. Гари Пауърс е осъден за шпионаж на десет години лишаване от свобода, но на 10 февруари 1962 г. заедно с американския студент по икономика Фредерик Прайър са разменени за съветския разузнавач Рудолф Абел.
Инцидентът се случва две седмици преди планираната среща Изток-Запад в Париж и е сериозен удар върху репутацията на САЩ, които усложняват неимоверно отношенията между тях и СССР и довежда до карибската криза и до издигането на Берлинската стена.
По този инцидент на американския разузнавателен самолет носи името си ирланската рок група „Ю Ту“, основана след сключването на Хелзинкските споразумения.